# Metallaxis semiustus
Metallaxis semiustus là một loài bướm đêm trong họ Geometridae.